# Alloimmun-Thrombozytopenie
Eine Alloimmun-Thrombozytopenie ist eine seltene, schwerwiegende Erkrankung des ungeborenen Kindes im Mutterleib beziehungsweise des Neugeborenen, bei der es zu einer Blutungsneigung des Kindes aufgrund verringerter Thrombozyten kommen kann. In der ersten Schwangerschaft wird sie meist erst beim Neugeborenen entdeckt und heißt dann Neonatale Alloimmun-Thrombozytopenie (NAIT). Ist das Risiko durch vorangegangene betroffene Kinder schon bekannt und die Störung wird schon beim Ungeborenen festgestellt, nennt man sie Fetale Alloimmun-Thrombozytopenie (FAIT). Sie wird durch eine Unverträglichkeit zwischen der Schwangeren und den Blutplättchen (Thrombozyten) des Kindes verursacht. Die Mutter bildet Antikörper gegen Merkmale auf der Oberfläche der Blutplättchen, sogenannte Thrombozyten-Antigene, die ihre eigenen Blutplättchen nicht haben, die das Kind jedoch vom Vater geerbt hat. Insofern stellt eine Alloimmun-Thrombozytopenie das Gegenstück zum Morbus haemolyticus neonatorum dar, bei dem die kindlichen Erythrozyten vom mütterlichen Antikörpern angegriffen werden. Die mit den Antikörpern beladenen Thrombozyten werden in der Milz verstärkt abgebaut, wodurch ein schwerwiegender Mangel an Blutplättchen (Thrombozytopenie) entsteht. Eine Behandlung kann schon im Mutterleib durch Transfusion von Thrombozytenkonzentraten über die Nabelvenen oder durch entsprechende Transfusionen nach der Geburt erfolgen.

## Häufigkeit
Die Häufigkeit einer neonatalen Alloimmun-Thrombozytopenie wird auf etwa eine von 800 bis 1000 Lebendgeburten geschätzt. Bei bis zu 60 % der betroffenen Mütter erfolgt die Immunisierung bereits in der ersten Schwangerschaft. Die Erkrankung wird oft übersehen, da es keine Screening-Programme für dieses Krankheitsbild gibt. Das Wiederholungsrisiko bei weiteren Schwangerschaften liegt in Abhängigkeit vom Genotyp des Vaters (heterozygot oder homozygot) bei 50 oder 100 %. Daraus ergibt sich die Indikation zur Überwachung einer späteren Schwangerschaft in einer damit erfahrenen Einrichtung. Bei einer Folgeschwangerschaft wiederholt sich der Schweregrad oft.

## Ursachen
Die Thrombozytopenie des ungeborenen Kindes wird durch Blutgruppenantigene (Humane Plättchenantigene, Human Platelet Antigens, kurz HPA genannt), die sich auf den Thrombozyten des Kindes befinden und vom Vater vererbt wurden, ausgelöst. Am häufigsten finden sich Antikörper der Spezifität Anti-HPA-1a (ca. 75 %); seltener sind diejenigen der Spezifität Anti-HPA-5b (ca. 15 %). Letztere sind eher mit weniger schweren Verläufen assoziiert. Auch andere HPA-Antikörper können NAIT verursachen. Im asiatischen Raum ist die Alloimmun-Thrombozytopenie wesentlich mit dem HPA der Gruppe 4 assoziiert. Während der Schwangerschaft bildet die Kindesmutter Antikörper gegen diese HPA Merkmale aus, die durch den Mutterkuchen (die Plazenta) zum Fetus gelangen und zu einer deutlich verkürzten Lebenszeit der Blutplättchen durch vermehrten vorzeitigen Abbau in der Milz führen.

## Krankheitsbild
Beim Neugeborenen fallen meist zunächst nur Hautblutungen (Purpura) auf. Blutungen in die Eingeweide wie den Magen-Darm- oder den Harntrakt sind seltener. Gelegentlich zeigt sich eine klinische Verschlechterung in den ersten 48 Stunden nach der Geburt. Als schwerwiegendste Komplikation bei einer Alloimmun-Thrombozytopenie erleiden ca. 20–30 % der betroffenen Kinder Hirnblutungen, etwa die Hälfte davon bereits im Mutterleib. Mögliche Folgen sind Wasserkopf (Hydrocephalus), Blindheit, geistige und körperliche Behinderung. Es wurden schon Hirnblutungen, die durch eine FAIT verursacht waren, vor der 20. Schwangerschaftswoche dokumentiert und es wird angenommen, dass etwa jede zweite Hirnblutung im Mutterleib durch eine solche Störung verursacht wird. Hirnblutungen können auch nach der Geburt noch auftreten, solang der Mangel an Blutplättchen fortbesteht. Die Thrombozytopenie hält in der Regel wenige Tage bis zwei Wochen an, in Einzelfällen länger als fünf Wochen.

## Diagnose
Die Diagnose einer neonatalen Alloimmun-Thrombozytopenie ist eine Ausschlussdiagnose. Zunächst müssen andere Ursachen eines Mangels an Blutplättchen im Neugeborenenalter ausgeschlossen werden. Dazu gehören im Wesentlichen Infektionen, eine disseminierte intravasale Gerinnung, Autoimmunerkrankungen der Mutter, bei der diese Autoantikörper gegen Thrombozyten auf des Neugeborene überträgt (Idiopathische thrombozytopenische Purpura, Lupus erythematodes) sowie mütterliche Medikamente, gegen die kreuzreagierende Antikörper gebildet werden. Bei Vorliegen einer Alloimmun-Thrombozytopenie können entsprechende Alloantikörper im Blut (Serum) der Mutter nachgewiesen werden. Ein misslungener serologischer Nachweis des Antikörpers schließt eine FAIT / NAIT nicht aus, denn auch in schweren FAIT / NAIT-Fällen gelingt der Antikörpernachweis gelegentlich erst nach mehreren Tagen – und in bis zu 10 % der Fälle überhaupt nicht. Auch die Höhe des Antikörperspiegels ist kein Indiz für den Schweregrad der NAIT / FAIT. In der Schwangerschaft kann erst durch eine fetale Blutprobe, die über eine Nabelschnurpunktion (Cordozentese) gewonnen wird, die Thrombozytopenie des Kindes eindeutig diagnostiziert werden. Bei beiden Eltern kann auch der Genotyp für die Plättchenantigene bestimmt werden, was insbesondere für eine humangenetische Beratung über das Wiederholungsrisiko wichtig ist.

## Therapie
a) des Neugeborenen
Die Behandlung richtet sich nach dem Schweregrad der Erkrankung. Bestehen klinische Blutungszeichen oder die Zahl der Blutplättchen liegt unter 30.000/µl, müssen wegen der Gefahr einer Hirnblutung rasch Thrombozyten durch eine Transfusion ersetzt werden. Die beste Spenderin dafür ist die Mutter, da deren Thrombozyten das entsprechende Antigen nicht tragen und diese nach der Transfusion nicht sofort durch die beim Kind noch vorhandenen Antikörper wieder zerstört werden. Dazu muss das Thrombozytenkonzentrat zum Entfernen der von der Mutter gebildeten Antikörper gewaschen werden. Außerdem soll es bestrahlt werden, um eine Graft-versus-Host-Reaktion zu vermeiden. Sind solche Thrombozytenkonzentrate nicht rechtzeitig verfügbar, können von der Blutbank auch solche Konzentrate bereitgestellt werden, die von HPA 1a-negativen Spendern stammen, da dieses Antigen die weitaus häufigste Ursache für die Erkrankung darstellt. Bei Thrombozytenzahlen > 30.000/µl ohne klinische Blutungszeichen sind in der Regel engmaschige Kontrollen des Blutbildes und Ultraschall-Untersuchungen des Kopfes ausreichend, weil die Thrombozytenzahl für gewöhnlich alleine schnell ansteigt. Bei einem plötzlichen Abfall kann dennoch eine Transfusion wie oben beschrieben nötig werden. In Einzelfällen konnte in diesen Fällen auch eine Behandlung mit Immunglobulinen die Zahl der Thrombozyten bei den betroffenen Kindern anheben.
b) des Fetus
In der Wissenschaft wird die optimale Therapie zur Anhebung der kindlichen Thrombozyten kontrovers diskutiert. Problematisch ist hierbei vor allem, dass durch die geringen Fallzahlen keine umfassenden klinischen Studien durchgeführt werden können. Eine mögliche Therapieform ist die intrauterine Transfusion von Thrombozyten. Dazu können bei Verdacht auf einen schweren Verlauf ab ca. der 20. SSW Thrombozytenkonzentrate direkt über die Nabelschnur transfundiert werden. Ziel ist es, eine fetale Thrombozytenzahl von > 200.000/µl zu erreichen. Die transfundierten Thrombozyten sollten die Antigene, gegen die die von der Mutter übertragenen Antikörper gerichtet sind, nicht tragen. Jedoch ist die Lebensdauer der transfundierten Thrombozyten gering (nicht mehr als eine Woche), womit multiple Transfusionen bis zur Geburt notwendig sind. Jede Nabelschnurpunktion birgt das Risiko einer Fehl- oder Frühgeburt, welches in der Literatur mit einer Wahrscheinlichkeit von 1 bis 2 % pro Punktion (5 – 8 % pro Schwangerschaft) angegeben wird.
Eine alternative Therapie besteht in der Gabe von hochdosiertem Immunglobulinen (1–2 g/kg/Woche), ggf. mit begleitender Gabe eines Glucocorticoids. Insbesondere bei Vorliegen einer Thrombozytenzahl von < 20.000/µl zum Zeitpunkt der ersten Punktion oder bei Vorliegen eines schweren Verlaufs in der vorangegangenen Schwangerschaft (z. B. Auftritt einer Hirnblutung bei einer schweren Thrombozytopenie (< 20.000/µl) des Geschwisterkindes) scheint jedoch die Gabe nicht immer einen positiven Einfluss auf die kindlichen Thrombozyten zu haben. Darüber hinaus berichten die betroffenen Frauen von therapiebedingten Nebenwirkungen in Form von z. B. gravierenden Kopfschmerzen, Müdigkeit und Schwangerschaftsdiabetes.
Es wird eine Entbindung per Kaiserschnitt in der 32. bis 37. SSW empfohlen, damit die Thrombozytentransfusion risikoarm am geborenen Kind erfolgen kann. Eine frühzeitige Entbindung ist vor allem bei Patienten, die nicht oder ungenügend auf die Therapie reagieren (Vorliegen von fetalen Thrombozytenzahlen von < 20.000/µl), angebracht.

## Prophylaxe
Eine Prophylaxe des durch Anti-HPA-1a verursachten NAIT befindet sich in der Entwicklung. In Analogie zur Rhesusprophylaxe bei RhD-negativen Schwangeren zur Vermeidung eines Morbus haemolyticus neonatorum sollen hierbei HPA-1a-negative Schwangere Hyperimmunplasma mit einem hohen Titer an Anti-HPA-1a erhalten. Diese von außen zugeführten, gespritzten Antikörper sollen die Bildung entsprechender Antikörper bei der Schwangeren verhindern und so einen NAIT im Rahmen der aktuellen sowie zukünftigen Schwangerschaften verhindern. Gewonnen wir dieses Hyperimmunplasma überwiegend von Frauen, die ein Kind mit einem, durch Anti-HPA-1a bedingten, FNAIT geboren haben.